# Aeróbio obrigatório

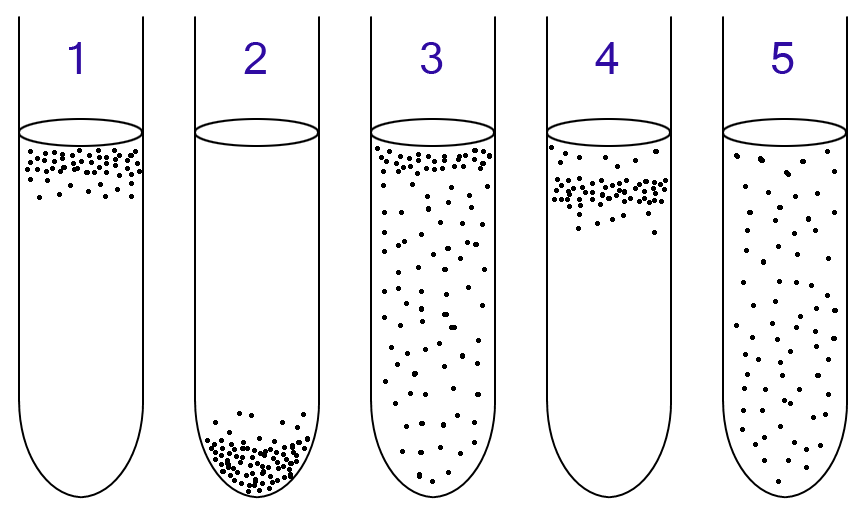
As bactérias anaeróbias e aeróbias podem ser identificadas pelo seu padrão de crescimento em tubos de ensaio de caldo de tioglicolato:
1: Aeróbio obrigatório, que necessita de oxigénio porque não consegue fermentar nem respirar anaerobicamente. Juntam-se no topo do tubo, onde a concentração de oxigénio é maior.
2: Anaeróbio obrigatório, que morre envenenado pelo oxigénio, pelo que todos crescem juntos no fundo do tubo, onde a concentração de oxigénio é menor.
3: Anaeróbio facultativo, que cresce com ou sem oxigénio, porque pode metabolizar a energia aerobicamente ou anaerobicamente. Crescem em maior número no topo do tubo porque a respiração aeróbica gera mais ATP do que a fermentação ou a respiração anaeróbica, mas alguns também crescem no resto do tubo.
4: Microaerófilo, que necessita de pequenas quantidades de oxigénio porque não consegue fermentar nem respirar anaerobicamente, mas que morre por envenenamento em concentrações elevadas de oxigénio. Crescem na zona superior do tubo, mas não no topo.
5: Aerotolerante, que não necessita de oxigénio, pois tem um metabolismo energético anaeróbio, mas não morre de envenenamento se estiver na presença de oxigénio. Crescem por todo o tubo.

Um aeróbio obrigatório é um organismo que requer oxigénio para crescer e morreria sem ele. Através da respiração celular estes organismos utilizam o oxigénio para metabolizar substâncias, geralmente açúcares e gorduras, para obter energia. Neste tipo de respiração, o oxigénio funciona como o aceptor final de eletrões da cadeia de transporte de eletrões da respiração.  Na respiração aeróbia o rendimento energético (produção de ATP) é maior do que na fermentação ou respiração anaeróbia, que são ambos processos anaeróbios, Os aeróbios obrigatórios são submetidos a elevados níveis de stress oxidativo, mas possuem mecanismos metabólicos para evitar os danos que este produz.
Os anaeróbios facultativos também podem viver em ambientes com oxigénio e utilizá-lo, mas, ao contrário dos aeróbios obrigatórios, também podem viver em anaerobiose.
| Grupo                                                                 | Ambiente                                    | Ambiente           | Efeito do O2                                                          |
| Grupo                                                                 | Aeróbio                                     | Anaeróbio          | Efeito do O2                                                          |
| --------------------------------------------------------------------- | ------------------------------------------- | ------------------ | --------------------------------------------------------------------- |
| Aeróbio obrigatório                                                   | Crescimento                                 | Não há crescimento | Necessário (usado para a respiração aeróbia)                          |
| Anaeróbio obrigatório                                                 | Não há crescimento                          | Crescimento        | Tóxico                                                                |
| Anaeróbio facultativo (também poder-se-ia chamar aeróbio facultativo) | Crescimento                                 | Crescimento        | Desnecessário para o crescimento mas utilizado quando está disponível |
| Microaerófilo                                                         | Crescimento se o nível não é demasiado alto | Não há crescimento | Necessário mas só a níveis por debaixo de 0,2 atm                     |
| Anaeróbio aerotolerante                                               | Crescimento                                 | Crescimento        | Desnecessário e inutilizado                                           |

## Exemplos
Entre os organismos, quase todos os animais, plantas e a maioria dos Fungos e protistas, bem como muitas bactérias, são aeróbios obrigatórios. Pseudomonas aeruginosa (gram-negativo), Bacillus (gram-positivo), e Nocardia asteróides (gram-positivo). Com exceção das leveduras, a maioria dos fungos são aeróbios obrigatórios.  Além disso, quase todas as algas são aeróbias obrigatórias. 
Um aeróbio obrigatório muito particular é o Streptomyces coelicolor, que é uma bactéria gram-positiva que vive no solo e pertence ao filo Actinobacteria. É peculiar porque o genoma deste aeróbio obrigatório codifica inúmeras enzimas com funções que são geralmente atribuídas ao metabolismo anaeróbio das bactérias anaeróbias facultativas e estritas.